# Schiphol Area Development Company
Schiphol Area Development Company (SDAC) is een vastgoedbedrijf. SADC werd in 1987 opgericht door Schiphol Group, Gemeenten Amsterdam en Haarlemmermeer en Provincie Noord-Holland met de bedoeling het gebied rond de Luchthaven Schiphol tot een internationaal concurrerend 'business area' te maken. 
Om deze doelstelling te realiseren focust SADC zich vooral op de volgende activiteiten: 
- Ontwikkelen van Business Parks
- Het internationaal promoten van zijn Business Parks
- Verkoop en leasen van grond aan de projectontwikkelaars en eindgebruikers
- Assisteren van nieuwe bedrijven
- Het ontwikkelen van regionale infrastructuur, inclusief secundaire wegen, bruggen en busbanen
- Park management
- Internationale consultancy